# 美國衰落
美國衰落是一種觀點。該觀點支持者認為美国在地缘政治、军事、金融、经济、社会、文化、道德、医疗保健或环境議題上的實力正在衰落 。对于衰落的程度，以及它是相对衰落还是绝对衰落，一直存在着争论。那些认为美国正在衰落的人被称作“衰落论者”。
中华人民共和国、俄羅斯、伊朗的崛起正在挑战美国的全球主导地位，是关于美国衰落爭論中的一个核心因素 。美国不再是唯一在世界各个地区的各个领域都占据主导地位的无争议的超级大国 。根据2021年亚洲实力指数顯示，在亚洲范围内，美国在文化影响力、外交影响力和防御网络方面仍然处于领先地位，但在经济能力和经济关系这两个参数上落后于中国。
美國軍事優勢的持續縮小、預算赤字不斷加大、地緣政治上的過度擴張、道德及社會的轉變都被認為是美國衰落的可能原因。一些評論員將這種衰落與特朗普政府的政策聯繫起來。 其他人則認為特朗普的崛起只是加速了美國領導力、穩定性和權力的衰落。
一些學者指美國衰落的理論長期以來一直都是美國文化的一部分。在2021年國會大廈騷亂後對媒體對1019名美國人進行了民意調查，其中79%的受訪者表示美國正在「分崩離析」。 同時，類似比例的受訪者表示他們「為自己是美國人而自豪」。